# Leffe
Leffe (МФА: [ˈlɛf]) — торговельна марка, що належить найбільшому у світі виробнику пива корпорації Anheuser-Busch InBev. Включає декілька сортів так званого абатського пива, традиційного бельгійського типу пива з високою густиною та високим вмістом алкоголю.

## Історія

### Історія до XIXст.
Історія пива Leffe розпочалася 1152 року, у якому поблизу Дінана в південно-бельгійській провінції Намюр на березі Мааса було засновано абатство Notre Dame de Leffe. Вже 1240 роком датуються перші письмові згадки про пиво, яке, традиційно для західноєвропейських монастирів того періоду, варили премонстранти-каноніки абатства Leffe. Використовуючи досвід поколінь монахів, що займалися броварством, та інгредієнти, що росли навколо абатства, монастир створив унікальний ель з власним характерним смаком.
Протягом наступних століть монастир зазнавав неодноразових руйнувань. 1460 року монастир майже повністю зруйнувала повінь, невдовзі після відбудови, у 1466 його захопили, пограбували та спалили війська герцога Бургундського Карла Сміливого.
1735 значна частина абатської броварні була знищена угорськими гусарами, які квартирувалися у монастирі. Після початку Французької революції 1794 року Дінан був зайнятий французькими революційними військами, усі активи церкви, як одного з найбільших землевласників, були конфісковані і 1796 року монахи були змушені залишити абатство. З того часу пивоваріння на його території здійснювалося лише у невеликих масштабах, а з 1809 було взагалі припинене.

### Сучасна історія
Монахи повернулися до абатства лише 1902 року, однак відновлення виробництва пива Leffe довелося чекати ще півстоліття. Перше з початку XIX ст. пиво було зварене в абатстві 1952 року і відразу ж завоювало значну популярність у поціновувачів цього напою. Пізніше право виробництва пива торговельної марки Leffe придбав провідний бельгійський виробник пива компанія Interbrew, яка 2004 року об'єднала активи з лідером пивного ринку Південної Америки компанією AmBev, утворивши одного з провідних виробників пива у світі InBev. Нарешті 2008 року відбулося злиття InBev з компанією Anheuser-Busch, у результаті якого утворився найбільший світовий виробник пива Anheuser-Busch InBev. Наразі Leffe є одним з так званих міжнародних брендів цього пивоварного гіганта. Пиво цієї торговельної марки вариться на пивоварних потужностях заводу Stella Artois у бельгійському Левені та продається у більш ніж 60 країнах світу.
Leffe стала однією з перших марок абатського пива, виробництво якого було налогоджено великою комерційною пивоварною компанією. Абатство поблизу Дінана продовжує отримувати роялті за використання назви Leffe. У самому місті працює музей пива Leffe.

## Різновиди
- Leffe Blonde — світле міцне пиво із вмістом алкоголю 6,6 %.
- Leffe Brune — темне міцне пиво із вмістом алкоголю 6,5 % та ароматом смаженої карамелі.
- Leffe Tripel — світле міцне пиво з підвищеним вмістом алкоголю 8,4 % та присмаком коріандру і цитрусових.
- Leffe Radieuse — напівтемне міцне пиво з підвищеним вмістом алкоголю 8,2 % та фруктовим присмаком.
- Leffe 9° — світле міцне пиво з підвищеним вмістом алкоголю 9,0 %.
- Leffe Ruby — червоне пиво із вмістом алкоголю 5,0 % та характерним для міцніших сортів солодкуватим смаком.